# ناتالي ويست
ناتالي ويست (بالإنجليزية: Natalie West)‏ هي ممثلة أمريكية، ولدت في 23 يناير 1954 في الولايات المتحدة.

## أعمال

### مسلسلات
- روزان

## وصلات خارجية
- ناتالي ويست على موقع IMDb (الإنجليزية)
- ناتالي ويست على موقع ألو سيني (الفرنسية)
- ناتالي ويست على موقع قاعدة بيانات الأفلام السويدية (السويدية)
- ناتالي ويست على موقع إن إن دي بي (الإنجليزية)
- ناتالي ويست على موقع قاعدة بيانات الفيلم (الإنجليزية)
- ناتالي ويست على موقع كينوبويسك (الروسية)